# Quièvrecourt
Quièvrecourt település Franciaországban, Seine-Maritime megyében. Lakosainak száma 401 fő (2022. január 1.). Quièvrecourt Bully, Esclavelles, Neufchâtel-en-Bray, Neuville-Ferrières és Saint-Martin-l’Hortier községekkel határos.

## Népesség
A település népességének változása:
| Lakosok száma | 461  | 451  | 457  | 448  | 436  | 423  | 411  | 406  | 401  |
|               | 2013 | 2015 | 2016 | 2017 | 2018 | 2019 | 2020 | 2021 | 2022 |